# На берегу (фильм, 2018)
«На берегу» (англ. On Chesil Beach) — британский драматический фильм режиссёра Доминика Кука по одноимённому роману Иэна Макьюэна. В главных ролях Сирша Ронан и Билли Хоул. Премьера состоялась на Кинофестивале в Торонто 7 сентября 2017 года, а в мае 2018 года он был выпущен в США и Великобритании.

## Сюжет
В 1962 году Эдвард Мэйхью и Флоранс Понтинг знакомятся после того как они оба окончили университеты. У него историческое образование и ему нравится рок-н-ролл, она же играет в классическом квартете на скрипке. Несмотря на различия, они влюбляются, знакомятся с семьями друг друга и решают пожениться. Флоренс испытывает страх перед интимными отношениями, но ей не с кем обсудить свои переживания, что порождает напряжённость в их отношениях.

## В ролях
- Сирша Ронан — Флоранс Понтинг
- Билли Хоул — Эдвард Мэйхью
- Эмили Уотсон — Вайолетт Понтинг
- Энн-Мари Дафф — Марджори Мэйхью
- Сэмюэл Уэст — Джеффри Понтинг
- Эдриан Скарборо — Лионель Мейхью
- Бебе Кейв — Руф Понтинг
- Джонджо О’Нил — Филл
- Бернардо Сантос
- Филип Лэби
- Кристофер Бауэн — Капитан крикета
- Дэвид Олавале Эйинд — участник концерта
- Оливер Джонстоун — Тэд
- Ти Хёрли — участник концерта
- Майк Рэй — зритель крикета

## Критика
Фильм получил преимущественно положительные оценки кинокритиков. На сайте Rotten Tomatoes фильм имеет рейтинг 68 % на основе 154 рецензий критиков со средней оценкой 6,4 из 10. На сайте Metacritic фильм получил оценку 62 из 100 на основе 33 рецензий, что соответствует статусу «в основном положительные отзывы».
Рецензент The Economist похвалил сценарий Макьюэна за «эффективное отклонение от исходного материала». Оуэн Глейберман из Variety похвалил актёрский состав и назвал фильм «романтической драмой, которая настолько проникает в мистику своей эпохи, что переносит вас туда, где вы никогда не были». В своей статье для IndieWire Кейт Эрбланд поставила фильму оценку «C+», заявив: «После сильного начала средняя часть фильма проседает до самых благожелательных наблюдений об Эдварде и Флоренс и элементах, которые сблизили их. Фильм, который так поглощен жгучими осложнениями первой, ранней любви на пляже Чесил, больше напоминает увядшие отношения, которые не вызывают волнения по поводу будущего и мало уважения к прошлому».
Те критики, которые были менее удовлетворены фильмом, акцентируют внимание на отличиях от книги, хотя и внесенных в сценарий автором.